# Déclaration des droits (États-Unis)
Pour les articles homonymes, voir Déclaration des droits (homonymie) et Bill of Rights.
Lire en ligne

Site officiel

La Déclaration des droits (en anglais : United States Bill of Rights) est l'ensemble constitué des dix premiers amendements à la Constitution américaine. Elle limite les pouvoirs du gouvernement fédéral et garantit les libertés de presse, de parole, de religion, de réunion, le droit de porter des armes, et le droit de propriété. Adoptée par la Chambre des représentants le 21 août 1789 et le Congrès le 26 septembre suivant,, elle est ratifiée progressivement par les États fédérés, et prend effet le 15 décembre 1791, date de la ratification par la Virginie.
La Déclaration des droits fut rédigée par James Madison et une commission spéciale. Madison fut sans doute influencé par les débats de l'assemblée de Virginie et par une brochure regroupant les amendements proposés par les États fédérés. Il avait pour ambition de limiter les pouvoirs de l'État central, mais aussi d'octroyer des droits individuels aux citoyens américains. Mais il ne concernait que l'État fédéral et non les États fédérés.

## Texte de la Déclaration des droits (1791)

### Ieramendement
« Le Congrès n'adoptera aucune loi relative à l'établissement d'une religion, ou à l'interdiction de son libre exercice ; ou pour limiter la liberté d'expression, de la presse ou le droit des citoyens de se réunir pacifiquement ou d'adresser au Gouvernement des pétitions pour obtenir réparations des torts subis. »

### IIeamendement
« Une milice bien organisée étant nécessaire à la sécurité d'un État libre, il ne pourra être porté atteinte au droit du peuple de détenir et de porter des armes. »

### IIIeamendement
« Aucune troupe ne pourra, en temps de paix, être cantonnée dans une maison privée, sans l'autorisation de son propriétaire ; en temps de guerre, le cantonnement ne pourra être effectué que conformément aux règles fixées par la loi. »

### IVeamendement
« Il ne sera pas porté atteinte au droit des citoyens d'être exempts de toute perquisition ou saisie déraisonnable concernant leur personne, leur domicile, les documents et biens leur appartenant ; aucun mandat de perquisition ne pourra être délivré s'il ne se fonde sur des motifs plausibles, s'il ne s'appuie sur des déclarations ou des affirmations sous serment et s'il ne mentionne de façon détaillée les lieux qui doivent faire l'objet de la perquisition et les personnes ou objets dont il faut s'assurer. »

### Veamendement
« Nul ne pourra répondre d'un crime capital ou infamant à moins d'avoir été inculpé ou renvoyé devant les tribunaux par un grand jury, à l'exception des poursuites engagées à l'occasion d'actes commis dans les forces armées terrestres ou navales ou dans la milice, dans le cadre d'un service actif en temps de guerre, ou de péril public ; nul ne pourra deux fois pour le même délit se trouver menacé dans sa vie ou dans sa personne ; nul ne pourra être contraint de témoigner contre lui-même dans un procès criminel, ni être privé de sa vie, de sa liberté ou de ses biens sans procédure légale régulière (due process of law) ; aucune expropriation dans l'intérêt public ne sera possible sans une juste indemnité. »

### VIeamendement
« Lors de toute poursuite criminelle, l'accusé aura le droit d'être jugé rapidement et publiquement, par un jury impartial de l'État et du district où le crime aura été commis, le dit district ayant été préalablement déterminé par la loi ; d'être informé de la nature et des motifs des charges retenues contre lui ; d'être confronté avec les témoins à charge ; de faire citer des témoins à décharge ; et de bénéficier de l'assistance d'un avocat pour sa défense. »

### VIIeamendement
« Dans les procès de droit commun (common law) où la valeur de l'objet du litige excédera vingt dollars, le droit à un jugement par jury sera maintenu, et aucun fait jugé par un jury ne pourra être réexaminé par une Cour quelconque des États-Unis autrement qu'en conformité avec les règles du droit commun (common law). »

### VIIIeamendement
« Il ne pourra être exigé de caution disproportionnée, ni imposé d'amendes excessives, ni infligé de peines cruelles ou inhabituelles. »

### IXeamendement
« L'énonciation dans la Constitution de certains droits ne devra pas être interprétée de façon à dénier ou à limiter d'autres droits conservés par le peuple. »

### Xeamendement
« Les pouvoirs qui ne sont pas délégués aux États-Unis par la Constitution, ni refusés par elle aux États, sont réservés aux États ou au peuple. »